# Brza promjena
Brza promjena (eng. Quick Change)  američka je kriminalistička komedija iz 1990. u kojoj glavnu ulogu tumači Bill Murray, koji je ujedno surežirao film s Howardom Franklinom. U filmu također glume Geena Davis, Randy Quaid i Jason Robards. Priča se temelji na humorističnom istoimenom romanu kojeg je napisao Jay Cronley. Roman je još 1985. prvi put ekraniziran filmom "Pljačka" u kojem glumi Jean-Paul Belmondo.
Filmske lokacije bile su New York i Orlando, Florida a snimalo se od lipnja do rujna 1989. Iako hvaljen, film je zaradio samo 15,3 milijuna $ u američkim kinima, čime je bio tek 82. najkomercijalniji film 1990. To je jedini redateljski posao u karijeri Billa Murrayja.

## Radnja
New York. Pred kraj radnog dana, neki klaun ulazi u banku. Tamo pred zaposlenicima i klijentima otkriva da nosi pištolj i da planira opljačkati banku. Nakon što pokupi novac, sve ljude u zgradi stavi u zatvor u sklopu sefa. Vrlo brzo pojavi se policija i opkoli zgradu, no klaun se ne boji nego postavi nekoliko zahtjeva koji se moraju ispuniti prije nego što pusti prva tri taoca na slobodu. Kada mu policijski šef Rotzinger udovolji, iz zgrade bivaju puštene tri osobe. Tek nakon par sati policija shvaća da su ta tri "taoca" zapravo bili klaun i njegovi sudionici, koji su se preobukli u obične ljude. To su Grimm, njegova djevojka Phyllis i šeprtljavi Loomis. Policija ulazi u banku i oslobađa taoce te potom kreće u potjeru za nepoznatim počiniteljima. 
Međutim, koliko god lagan bio pothvat pljačkanja banke, toliko je za Grimma, Phyllis i Loomisa teško napustiti New York i stići na vrijeme na zračnu luku kako bi pobjegli. Naime, radnici su radi preuređenja skinuli prometne znake i smjerove za ceste; novi stanar Phyllisovog stana ih zamijeni za provalnike; izgube auto jer su ga uništili vatrogasci pošto je bio parkiran kraj hidranta; taksist ne zna govoriti engleski; slučajno se sakriju u neki mafijaški lokal i izađu jedino zahvaljujući time što se predstave kao novi utjerivači dugova a vozač autobusa zahtijeva izričito točan iznos radi plaćanja prijevoza. Phyllis otkriva da je trudna te se nećka pobjeći iz grada. Ipak, u avionu Grimm uspije uhvatiti mafijaša Lombina te mu Ratzinger čak čestita, prije nego što prekasno shvati da mu je upravo pobjegao klaun pljačkaš.

## Glume
- Bill Murray - Grimm
- Geena Davis - Phyllis
- Randy Quaid - Loomis
- Jason Robards - Policijski šef Rotzinger
- Tony Shalhoub - Taksist
- Philip Bosco - Vozač autobusa
- Phil Hartman - Edison
- Stanley Tucci - Johnny
- Kurtwood Smith - Lombino

## Murrayjevo mišljenje
Iako film nije bio osobito komercijalno uspješan, Murray i dalje pohvalno govori o njemu. U jednom intervjuu prisjetio se tog iskustva:
| „ | "Najzabavnije filmsko iskustvo koje sam imao - sve do pojavljivanja u kinima. Nitko nije prodavao film. Tjedan dana prije nego što je pušten u distribuciju, rekao sam: 'Nemojte ga sada pustiti u distribuciju. Idemo početi ispočetka a ja ću napraviti još jednu rundu promoviranja za novinare. Nemojte trošiti taj novac, to je gubljenje vremena.' Ali oni [Warner Bros.] su ga ipak potrošili. Mislim da će za 10 godina ljudi reći: 'To je bio stvarno dobar film". | ” |
|   | |   |

## Kritike
| „                | "Ovo je zaboravljen film, izgubljen u neprestanom nizu novih premijera, kojemu se jedva daje prilika ponovnog emitiranja. To je neoprostiv filmski zločin. S lakoćom jedan od pet vrhunaca karijere Billa Murrayja, "Brza promjena" je dragulj komedije koja izvlači rijetku količinu miljarine iz svoje zvijezde, koji se doima netipično uključenim u mehaniku filma". | ” |
| — Brian Orndorf, | |   |

| „                  | "Brza promjena" započinje brzo i opušteno - navuče publiku na komediju o pljačkanju. Međutim, skoro ništa što slijedi nakon toga nije toliko pametno, iznenađujuće ili spontano anarhično kao što je ta dotjerana uvodna sekvenca. Murray je osobno surežirao film, a iako nije učinio ništa strašno loše, filmu nedostaje komičnog zamaha". | ” |
| — Owen Gleiberman, | |   |

| „              | "Brza promjena" je dobro došao film za Billa Murrayja, nakon slijeganja njegove karijere zbog razočaravajućih filmova "Istjerivači duhova 2" i "Božićni duhovi". Ovaj film ga vraća u stvarni svijet, koji ga snabdijeva s komičnim mogućnostima u kojima se on najbolje snalazi. Murray, poput vozača autobusa, funkcionira dovodeći logiku u neprodornu glupost. Njegov stav je da je pametniji od ljudi oko sebe, majstor poprečnog razmišljanja...On je brz, i treba mu brzi film u kojem bi funkcionirao." | ” |
| — Roger Ebert, | |   |

| „                      | "...glumac Bill Murray i scenarist Howard Franklin ujedinili su se i režirali ovu inventivno opaku, beskrajno urnebesnu crnu komediju...Murray je savršeno odabran kao ogorčeni genij, a i otkriva prvi bljesak glumačke genijalnosti koji će se kasnije pojaviti u njegovim filmovima kao što su "Beskrajni dan" i "Izgubljeni u prijevodu". | ” |
| — Jeffrey M. Anderson, | |   |

## Vanjske poveznice
- Brza promjena u internetskoj bazi filmova IMDb-a
- Brza promjena na Rotten Tomatoes